# Буковица-Доня (Биелина)
Буковица-Доня (серб. Буковица Доња / Bukovica Donja) — село в общине Биелина Республики Сербской Боснии и Герцеговины. Население составляет 607 человек по переписи 2013 года.

## География
Село располагается в 27 километрах к северо-западу от города Биелина, в направлении города Брчко. Есть два хутора: Главичорак и Буквар.

## История
Название села появилось, согласно местным преданиям, благодаря буку, который рос на берегах реки Лукавац, протекавшей через Буковицу. Первыми поселенцами, по легенде, стали жители Черногории Вук, Зария и Митар, прибывшие в XVIII веке в эти места.
В годы Второй мировой войны здесь был один из центров партизанского движения: уроженцами этой деревни являются Велько Лукич и Войо Иванович, народные герои Югославии.

## Экономика
Основу экономики села составляет сельское хозяйство. В селе есть два рынка «Ристич» и «Гайич», а также сельскохозяйственная аптека «Агро Микс».

## Культура
В селе Буковица-Доня располагаются начальная четырёхклассная школа имени Стефана Немани и дом культуры. Местные дети, окончившие начальную школу, на автобусе добираются до посёлка Вршани или до Биелины, где и получают среднее школьное образование. Также в селе базируется футбольная команда «Слога».

## Известные уроженцы
- Велько «Куряк» Лукич[серб.], Народный герой Югославии
- Саша Ристич, певец
- Войо «Черногорец» Иванович, Народный герой Югославии
- Хаджи Алекса Ристич, соратник епископа Николая Велимировича